# Karl Esser (Botaniker)
Karl Esser in der ersten Broschüre des Botanischen Garten

Link zum Bild

Karl Esser (* 19. März 1924 in Sinthern bei Köln; † 3. Dezember 2019 in Bochum) war ein deutscher Botaniker und emeritierter Professor an der Ruhr-Universität Bochum.

## Werdegang
Esser studierte ab 1946 Biologie und Biochemie an der Universität zu Köln, an der er 1952 promoviert wurde. Als Post-Doktorand war er im Labor für Genetik der Sorbonne und ab 1953 wissenschaftlicher Assistent am Botanischen Institut der Universität zu Köln, an dem er sich 1958 habilitierte. 1959/60 forschte er an der Yale University und ab 1960 war er Privatdozent an der Universität zu Köln. 1963 wurde er ordentlicher Professor für Botanik an der Ruhr-Universität Bochum, an der er die Fakultät für Biologie und den Botanischen Garten der Ruhr-Universität Bochum aufbaute und leitete. 1978/79 war er dort Dekan der Biologie-Fakultät. Seine Emeritierung erfolgt 1989.
Er befasste sich mit Pflanzengenetik und Biochemie, speziell von Pilzen.
1969 war er Gastprofessor für Genetik an der Indiana University in Bloomington und 1992 Gastprofessor an der Universität für Bodenkultur in Wien.
1973 bis 1989 war er Vorsitzender des deutschen nationalen Komitees in der International Union of Biological Sciences (IUBS).
Er war Ritter des Ordre des Palmes Académiques sowie Ehrendoktor der Universitäten Toulouse, Orleans und Lille. Er war Fellow der American Academy of Microbiology und der American Association for the Advancement of Science sowie Ehrenmitglied der Deutschen Botanischen Gesellschaft. 1987 war er Präsident des 14. Internationalen Botanikerkongresses in Berlin.

## Schriften
- mit R. Kuenen: Genetik der Pilze, Springer 1965, 2. Auflage 1967
  - Englische Übersetzung: Genetics of Fungi, Springer 1967
- Kryptogamen I. Blaualgen, Algen, Pilze, Flechten. Praktikum und Lehrbuch. Springer, 1976, 3. Auflage 2000
- Cryptogames. Cyanobacteria, Algae, Fungi, Lichens, Cambridge University Press, Cambridge 1982
- Kryptogamen II. Moose und Farne. Praktikum und Lehrbuch. Springer, 1992
- mit U. Kück, C. Lang-Hinrichs, P. Lemke, H. Osiewacz, Ulf Stahl, P. Tudzynski: Plasmids of Eucaryotes. Springer, 1986

Er war Herausgeber von The Mycota (14 Bände).
- Erste gedruckte Broschüre zum Botanischen Garten, ca. 1974
- Karl Esser, Annette Höggemeier, Hans-Jürgen Rathke: Gartenführer für den Botanischen Garten der Ruhr-Universität Bochum, 1988. 56 S. Bochum. ISBN 978-3-592-86064-1.
- Karl Esser: Ruhr-Universität Bochum. Der Botanische Garten. Planung und Aufbau 1964–1989. 104 S. Ruhr-Universität Bochum, 2015. Bochum. ISBN 978-3-00-048892-4

## Auszeichnungen
- 1985: Ehrenring der Stadt Bochum[1]